# Dabney State Recreation Area
Das Dabney State Recreation Area ist ein 54 ha großer State Park am Nordufer des Sandy River im Multnomah County im US-Bundesstaat Oregon. Der Park liegt sechs Kilometer östlich von Troutdale am Columbia River Highway und dient als Tagesausflugsziel. Die Anlage bietet einen zwei Kilometer langen Rundwanderweg, Picknickplätze sowie Bademöglichkeiten. Am Flussufer kann geangelt werden, außerdem ist ein Discgolf-Platz vorhanden.
1945 schenkte das Multnomah County dem Staat Oregon den Grundstock für das heutige Parkgebiet, bis 1968 wurde der Park auf seine heutige Größe erweitert. Benannt wurde der Park nach Richard T. Dabney, einem Unternehmer, der zu seinem Tod 1916 ein Sommerhaus im heutigen Parkgebiet besaß. 
Im westlichen, älteren Parkteil führt ein asphaltierter Weg zu einem Badeplatz am Sandy River. Den Platz säumen große Picknicktische, nahe der Badestelle ist eine Bootsrampe. Der neuere Parkteil enthält ebenfalls einen Picknickplatz und einen sich zwischen Bambus, Schachtelhalm, Pappeln und Erlen sich windenden Rundweg. Die Benutzung des Parks ist gebührenpflichtig. 